# John Henry Upshur
Pour les articles homonymes, voir Upshur.
John Henry Upshur (5 décembre 1823 - 30 mai 1917) était un rear admiral (contre-amiral) de la marine américaine (US Navy) qui a servi pendant la guerre américano-mexicaine et la guerre civile américaine.

## Biographie

### Jeunesse
John Henry Upshur, né Nottingham, dans le comté de Northampton, en Virginie, le 5 décembre 1823, a changé de nom à la demande de sa mère pour prendre le nom de jeune fille d'Upshur, répondant ainsi à son souhait, la famille Upshur étant bien connue dans les annales de la marine. Il est nommé aspirant (midshipman) le 4 novembre 1841 et sert d'abord en mer dans le Mediterranean Squadron (escadre de la Méditerranée). Pendant la guerre avec le Mexique, Upshur est affecté au USS St. Mary's qui participe aux opérations contre Tampico. Il sert également à terre avec la batterie navale lors des attaques contre Veracruz en mars 1847.
Dans les années qui précèdent la guerre civile, Upshur est affecté aux escadres de la Méditerranée (Mediterranean Squadron), des Antilles (West Indies Squadron) et de l'Afrique (African Squadron). Il effectue également de brèves périodes de service à l'Académie navale et au Washington Navy Yard en tant qu'officier d'artillerie. De 1853 à 1856, Upshur sert au ravitaillement pendant les expéditions du commodore Matthew Calbraith Perry au Japon, qui ouvrent ce pays à l'Occident.

### La guerre civile
Contrairement à son cousin Robert E. Lee, Upshur est resté dans l'armée de l'Union pendant la guerre de Sécession, résistant aux pressions familiales qui l'incitaient à choisir la Confédération. Il a été affecté à l'Escadron de blocage de l'Atlantique Nord (North Atlantic Blockading Squadron) et a participé à la capture des forts sudistes de Hatteras Inlet en 1861, ce qui a ouvert les voies de la Caroline du Nord aux forces de l'Union. Upshur est le commandant en second du USS Wabash lors de l'expédition qui arrache Port Royal, en Caroline du Sud, aux mains des Confédérés. Il commande également quatre bateaux lors de l'expédition du commandant C. R. P Rodgers dans les eaux intérieures de la côte, à proximité de Port Royal et de Beaufort, en Caroline du Sud. Plus tard, Upshur sert dans l'Escadron de blocage de l'Atlantique Sud (South Atlantic Blockading Squadron) à la tête du vapeur USS USS Flambeau pendant les opérations contre Charleston. Il retourne dans l'escadron de blocage de l'Atlantique Nord à temps pour l'expédition conjointe avortée contre Fort Fisher à la fin du mois de décembre 1864. Upshur a participé à l'expédition qui a finalement emporté les ouvrages sudistes protégeant Wilmington à la mi-janvier 1865.

### Après la guerre civile
Après la guerre de Sécession, Upshur sert dans une succession de cantonnements en mer et à terre, est promu commandant le 25 juillet 1866 et se voit confier l'USS Frolic, en Méditerranée, en 1865-1867. Promu capitaine le 31 janvier 1872, il est membre du conseil des inspecteurs en 1877-1880. Il bénéficie d'un congé au cours duquel il visite l'Europe en 1880 et, à son retour, il est membre du comité d'examen. Il termine son service en tant que commandant de l'escadre du Pacifique de 1882 à 1885.
Il fait construire en 1884, sur les plans de l'architecte Frederick C. Withers, une maison de style Queen Anne, qui deviendra plus tard le siège national des United States Daughters of 1812.
Le contre-amiral Upshur prend sa retraite le 1er juin 1885 et meurt à Washington (DC).

## Honneurs
En son honneur, un destroyer de la classe Wickes de la marine américaine (US Navy), le USS Upshur (DD-144), lancé le 4 juillet 1918.
Un second navire avec le même nom, le navire de transport de troupes USNS Upshur (T-AP-198) a été nommé en l'honneur du major général William Peterkin Upshur, USMC.